# Dakota du Nord
Pour les articles homonymes, voir Dakota.
Le Dakota du Nord (/da.kɔ.ta dy nɔʁ/  ; en anglais : North Dakota /ˌnɔɹθ dəˈkoʊtə/ ) est un État du Midwest des États-Unis, bordé à l'ouest par l'État du Montana, au nord par les provinces canadiennes de la Saskatchewan et du Manitoba, à l'est par le Minnesota et au sud par le Dakota du Sud.

## Origine du nom
Le nom de l'État vient des tribus Sioux Dakotas.

## Histoire

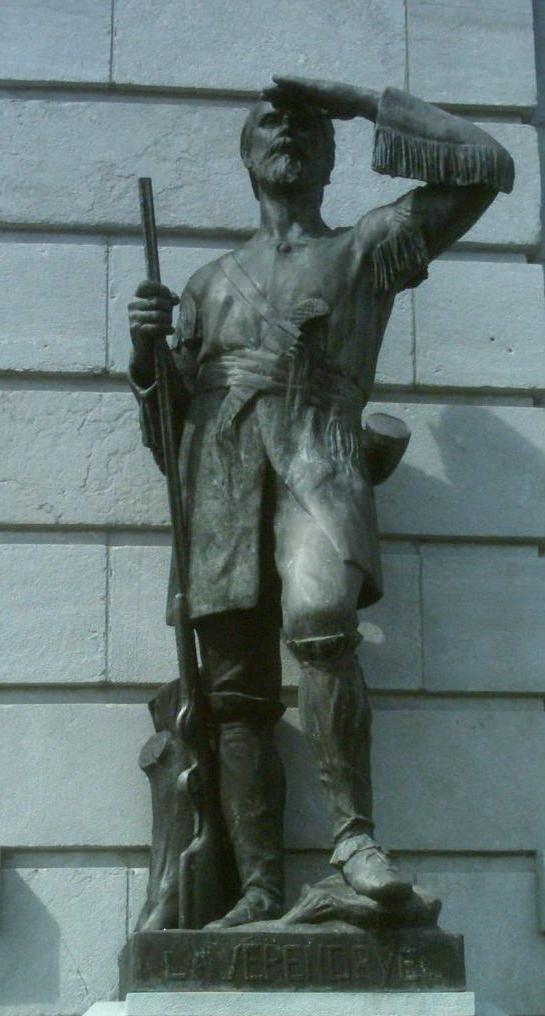
Pierre Gaultier de Varennes et de La Vérendrye, premier Européen à atteindre le territoire actuel du Dakota du Nord.

Avant les premiers contacts avec les Européens, la région était habitée par les Amerindiens depuis plusieurs milliers d'années. Le premier Européen à atteindre l'actuel Dakota du Nord était le troqueur canadien français Pierre Gaultier de La Vérendrye, qui mena une exploration aux villages mandans en 1738. Les accords commerciaux entre les tribus indiennes étaient tels que peu de tribus du Dakota du Nord étaient en contact direct avec les Européens. Cependant, les tribus locales l'étaient suffisamment à l'époque pour que, lorsque Lewis et Clark entrèrent dans la région en 1804, ils soient au courant des revendications française et espagnole sur ces territoires.
La plupart des territoires de l'actuel Dakota du Nord étaient inclus dans l'achat de la Louisiane de 1803. La plupart des terres acquises furent organisées entre le territoire du Minnesota et celui du Nebraska. Le territoire du Dakota, comprenant les actuels Dakota du Nord et du Sud, avec des parties des actuels Wyoming et Montana, fut organisé le 2 mars 1861. Le Territoire Dakota fut colonisé de manière éparse à la fin du XIXe siècle, jusqu'à l'arrivée du chemin de fer et une commercialisation agressive des terres. Une proposition de loi pour la création de plusieurs États dont ceux du Dakota du Nord et du Dakota du Sud nommée l’Enabling Act of 1889 fut votée le 22 février 1889 sous la présidence de Grover Cleveland. Après le départ de ce dernier, il revint à son successeur, Benjamin Harrison, de signer la proclamation officielle admettant les Dakota du Nord et du Sud dans l'Union le 2 novembre 1889. Il est très difficile de savoir lequel du Dakota du Nord ou du Dakota du Sud a été intégré en premier puisque la signature a eu lieu le même jour. Le président Benjamin Harrison a toujours refusé d'indiquer l'ordre dans lequel il a signé les décrets. Cependant, la proclamation a été réalisée en premier pour le Dakota du Nord (en tant que premier par ordre alphabétique). Aussi est-il indiqué avant le Dakota du Sud par la plupart des sources. Le Dakota du Nord est le 39e État depuis le 2 novembre 1889.
La corruption régnant dans les gouvernements du territoire puis du jeune État conduisit à une vague de populisme menée par la Ligue non partisane (Non Partisan League) et amena des réformes sociales au début du XXe siècle. Le capitole du Dakota du Nord fut détruit par un incendie le 28 décembre 1930 et fut remplacé par un gratte-ciel de style Art déco qui existe toujours aujourd'hui.
Une série de projets de constructions fédérales débutèrent dans les années 1950, dont le barrage Garrison et les bases aériennes de Minot et de Grand Forks. L'exploration pétrolière dans l'ouest du Dakota du Nord connut un boom dans les années 1980 avec l'augmentation du prix du pétrole.

## Géographie

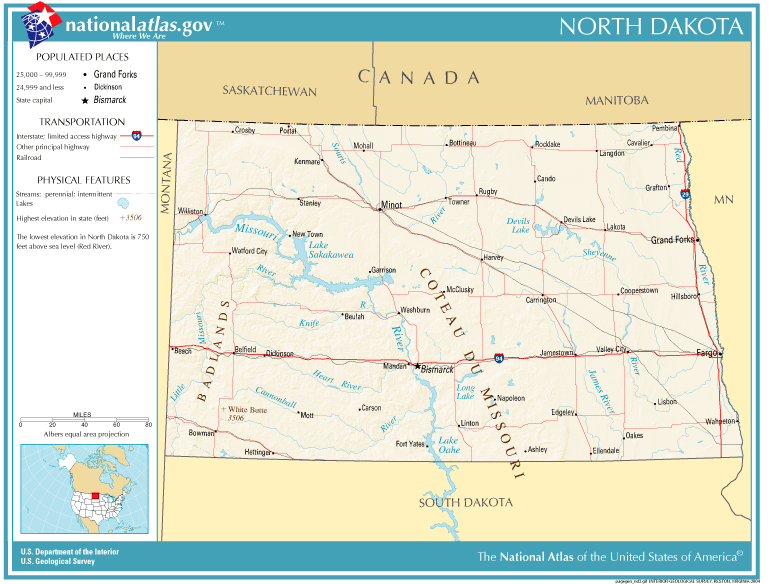
Carte du Dakota du Nord.

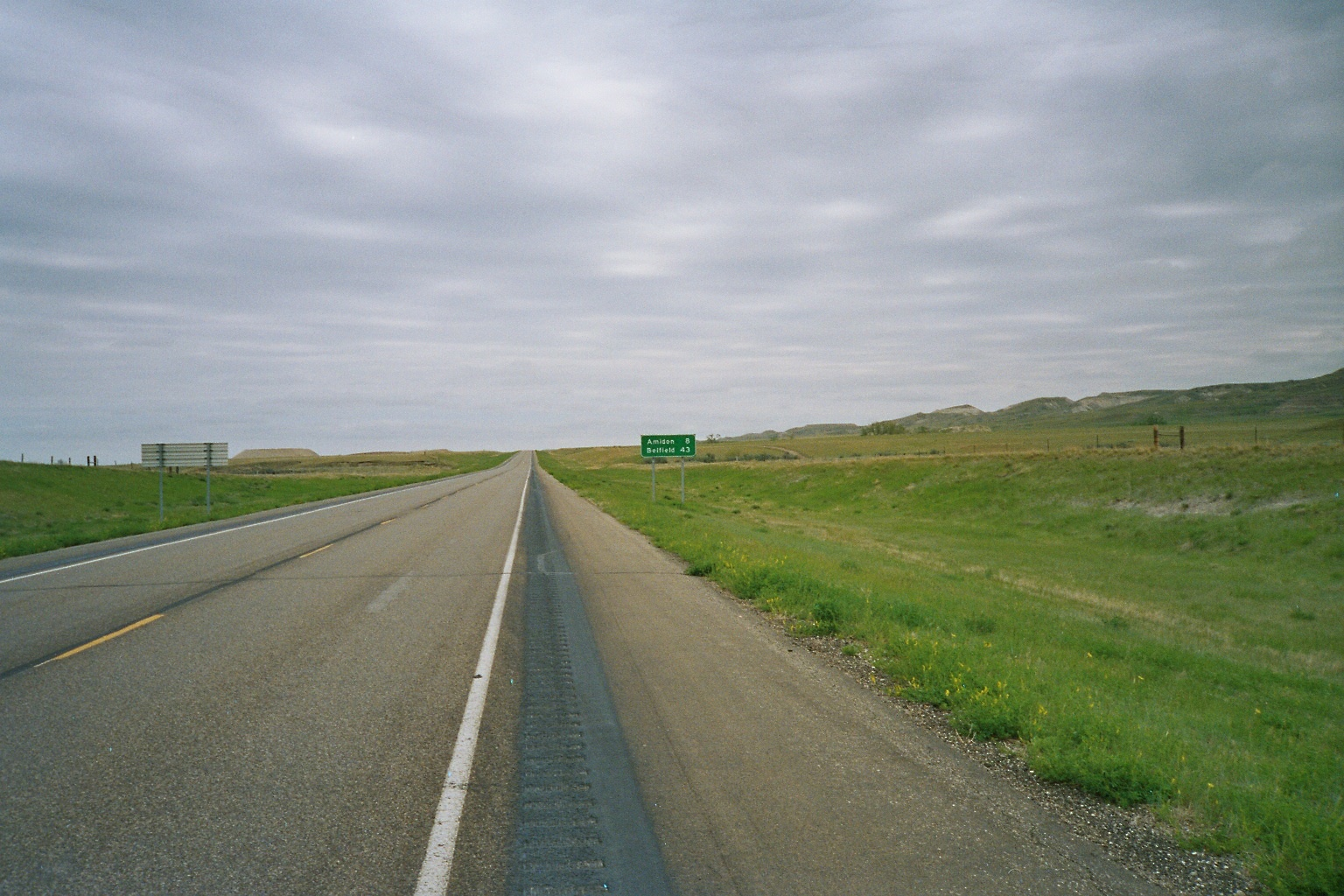
Paysage typique du Dakota du Nord.

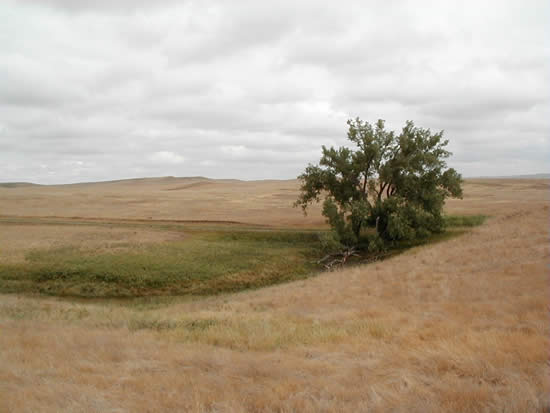
Cedar River National Grassland.

Le Dakota du Nord est considéré comme faisant partie de la région de l'Upper Midwest et des Grandes Plaines. L'État présente une forme rectangulaire quasi parfaite à l'exception de son bord oriental où la Rivière Rouge, qui coule sur un axe nord-sud, marque la frontière avec le Minnesota. Son relief est relativement plat. Avec une superficie de 183 273 km2, c'est le 19e plus grand État du pays.
La moitié occidentale du pays est constituée des Grandes Plaines et de la partie nord des Badlands, dans le coin sud-ouest de l'État. Les Badlands occupent une bande de terre de 10 à 32 km de large sur 300 km environ de long. Ce massif abrite le point culminant de l'État White Butte avec 1 069 m et le parc national Theodore Roosevelt. C'est une région riche en énergie fossile, pétrole et lignite. Le Missouri entre dans l'État par la frontière ouest, forme un coude et en ressort au milieu de la frontière sud. Sur le Missouri se trouve le lac Sakakawea, troisième plus grand lac artificiel des États-Unis, créé par le barrage Garrison.
La région centrale de l'État est divisée en la Drift Prairie (en) et le plateau du Missouri. C'est une région couverte de lacs, de bourbiers et de petites collines. Les Turtles Montains sont situées le long de la frontière avec la province canadienne du Manitoba. Le centre géographique de l'Amérique du Nord est situé près de la ville de Rugby.
La partie orientale de l'État consiste en la très plane vallée de la Red River. C'est un sol fertile drainé par la Red River qui s'écoule vers le nord dans le lac Winnipeg. C'est une vaste région agricole. Le Devil's Lake, le plus grand lac naturel de l'État, se trouve dans cette partie est de l'État.
Le Dakota du Nord est peuplé de 760 077 habitants (2018). Sa capitale est Bismarck et sa plus grande ville Fargo.

### Climat
Le Dakota du Nord est un excellent exemple de climat de type continental. Les étés sont chauds et humides. Les orages sont fréquents durant la période estivale, pouvant conduire à des tornades, surtout dans le quart sud-est de l'État qui marque le début de la Tornado Alley.
À l'inverse, les hivers sont très froids et secs, parfois venteux. Des températures de −20 °C sont fréquentes. De sévères chutes de neige (blizzard) font leur apparition durant le printemps ou l'automne.
Les inondations de printemps sont relativement fréquentes dans la vallée de la Red River, cette rivière coulant vers le Nord canadien, la fonte des neiges commence plus tôt au sud de la vallée qu'au nord. L'inondation la plus destructrice est intervenue en 1997, causant d'importants dégâts à Fargo et Grand Forks.

## Démographie

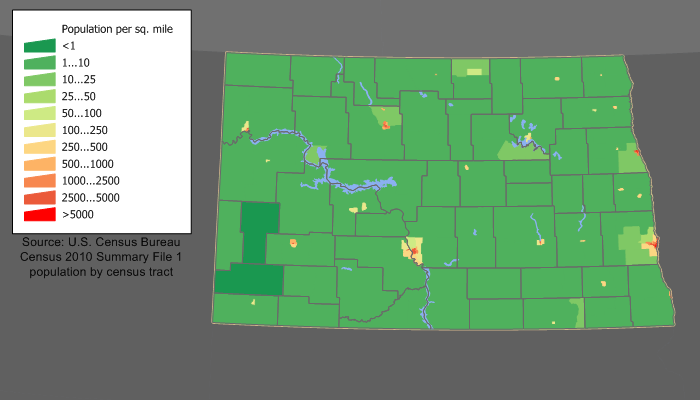
Carte de densité de population.

Le Dakota du Nord est l'un des États les moins peuplés du pays. Seuls l’Alaska, le Vermont et le Wyoming sont moins peuplés. C'est aussi un État où la densité de population est très faible. Les rares centres urbains sont disséminés le long des rivières parcourant la région.
Aux alentours de 3 000 personnes en 1870, la population de l'État grossit à près de 680 000 en 1930. La croissance ensuite se ralentit et la population fluctua alors le reste du XXe siècle, atteignant un minimum de 619 636 habitants au recensement de 1950 et un total de 672 591 au recensement de 2010. L'âge moyen est approximativement le même que la moyenne nationale.
Dans les années 1990, le Dakota du Nord connaît un déclin de population, particulièrement parmi les jeunes diplômés du supérieur qui ne trouvent pas de postes qualifiés dans l'État. Ce problème se rencontrant dans plusieurs États des grandes plaines, des hommes politiques fédéraux ont proposé le ''New Homestead Act of 2007'' pour encourager la population à rester ou à s'installer dans les régions connaissant une chute démographique, par des baisses d'impôts.
Depuis la découverte de schistes bitumineux en 2006, l'État connaît la plus forte croissance démographique des États-Unis après l'Utah et devrait garder sa 2e place derrière ce dernier d'ici à 2060 selon les estimations (+80,6 % entre 2010 et 2060 contre 96,5 % pour l'Utah)[source insuffisante].
| Groupe      | Dakota du Nord | États-Unis |
| ----------- | -------------- | ---------- |
| Blancs      | 90,0           | 72,4       |
| Amérindiens | 5,4            | 0,9        |
| Métis       | 1,8            | 2,9        |
| Noirs       | 1,2            | 12,6       |
| Asiatiques  | 1,0            | 4,8        |
| Autres      | 0,5            | 6,2        |
| Total       | 100            | 100        |
|             |                |            |
| Hispaniques | 2,0            | 16,7       |

La plupart des Nord Dakotans sont d'ascendance nord-européenne. Ainsi les principales origines ethniques de la population actuelle sont allemande (41,4 %), norvégienne (26,1 %), irlandaise (7,7 %), anglaise (4,3 %), suédoise (4,2 %), française (4,2 %).

### Religions
Selon l'institut de sondage The Gallup Organization, en 2015, 44 % des habitants du Dakota du Nord se considèrent comme « très religieux » (40 % au niveau national), 32 % comme « modérément religieux » (29 % au niveau national) et 24 % comme « non religieux » (31 % au niveau national).

### Langues
| Langue    | 1980    | 1990    | 2000    | 2010    | 2016    |
| --------- | ------- | ------- | ------- | ------- | ------- |
| Anglais   | 88,70 % | 92,06 % | 93,84 % | 94,86 % | 94,41 % |
| Allemand  | 6,21 %  | 4,14 %  | 2,48 %  | 1,39 %  | 1,04 %  |
| Espagnol  | 0,56 %  | 0,73 %  | 1,37 %  | 1,37 %  | 1,61 %  |
| Français  | 4,54 %  | 0,34 %  | 0,26 %  | 0,12 %  | 0,21 %  |
| Norvégien | 4,54 %  | 1,04 %  | 0,47 %  | 0,19 %  | 2,72 %  |
| Autres    | 4,54 %  | 1,69 %  | 1,58 %  | 2,06 %  | 2,72 %  |

### Principales villes

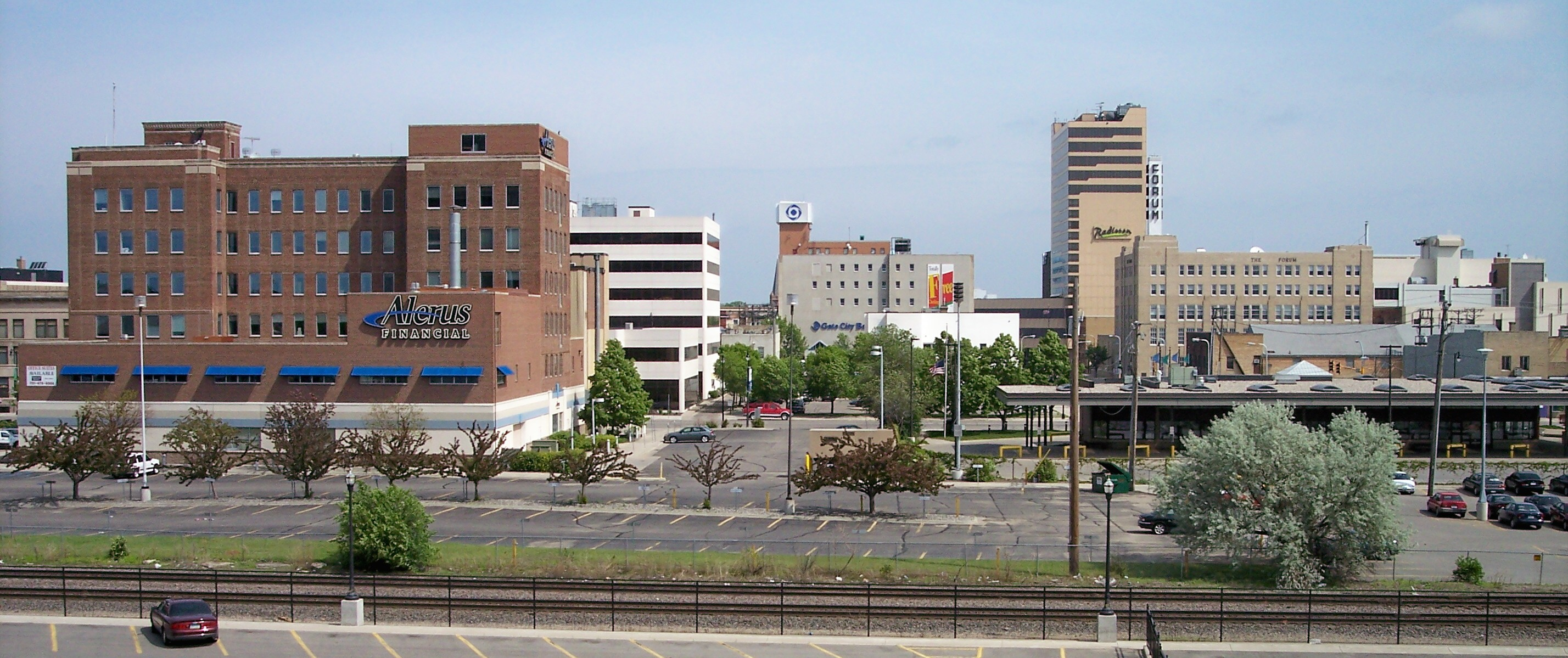
Centre-ville de Fargo.

Pour la liste complète des villes du Dakota du Nord voir : Liste des villes du Dakota du Nord.
Pour la liste des aires métropolitaines du Dakota du Nord voir : Liste des aires métropolitaines du Dakota du Nord.
La liste suivante montre les dix principales villes de l'État du Dakota du Nord aux États-Unis. Toutes les municipalités du Dakota du Nord sont considérées comme des villes indépendamment de la taille de leur population : il n'y a ni bourgs, ni villages et ni hameaux dans l'État.
| Rang 2012                                           | Ville       | 2010 (recensement) | 2017 (estimation), | Variation  | Comté       |
| --------------------------------------------------- | ----------- | ------------------ | ------------------ | ---------- | ----------- |
| 1                                                   | Fargo       | 105 549            | 122 359            | ▲ +15,93 % | Cass        |
| 2                                                   | Bismarck    | 61 272             | 72 865             | ▲ +18,92 % | Burleigh    |
| 3                                                   | Grand Forks | 52 838             | 57 056             | ▲ +7,98 %  | Grand Forks |
| 4                                                   | Minot       | 40 888             | 47 822             | ▲ +16,96 % | Ward        |
| 5                                                   | West Fargo  | 25 830             | 35 708             | ▲ +38,24 % | Cass        |
| 6                                                   | Williston   | 14 716             | 25 586             | ▲ +73,87 % | Williams    |
| 7                                                   | Mandan      | 18 331             | 22 228             | ▲ +21,26 % | Morton      |
| 8                                                   | Dickinson   | 17 787             | 22 186             | ▲ +24,73 % | Stark       |
| 9                                                   | Jamestown   | 15 427             | 15 387             | ▼ −0,26 %  | Stutsman    |
| 10                                                  | Wahpeton    | 7 766              | 7 826              | ▲ +0,77 %  | Richland    |
| Siège du comté Capitale de l'État et Siège du comté |             |                    |                    |            |             |

Note : Williston est la ville de plus de 10 000 habitants ayant la plus forte croissance démographique aux États-Unis.
| 1870  | 1880   | 1890    | 1900    | 1910    | 1920    |
| ----- | ------ | ------- | ------- | ------- | ------- |
| 2 405 | 36 909 | 190 983 | 319 146 | 577 056 | 646 872 |

| 1930    | 1940    | 1950    | 1960    | 1970    | 1980    |
| ------- | ------- | ------- | ------- | ------- | ------- |
| 680 845 | 641 935 | 619 636 | 632 446 | 617 761 | 652 717 |

| 1990    | 2000    | 2010    | 2020    | - | - |
| ------- | ------- | ------- | ------- | - | - |
| 638 800 | 642 200 | 672 591 | 779 094 | - | - |

## Politique

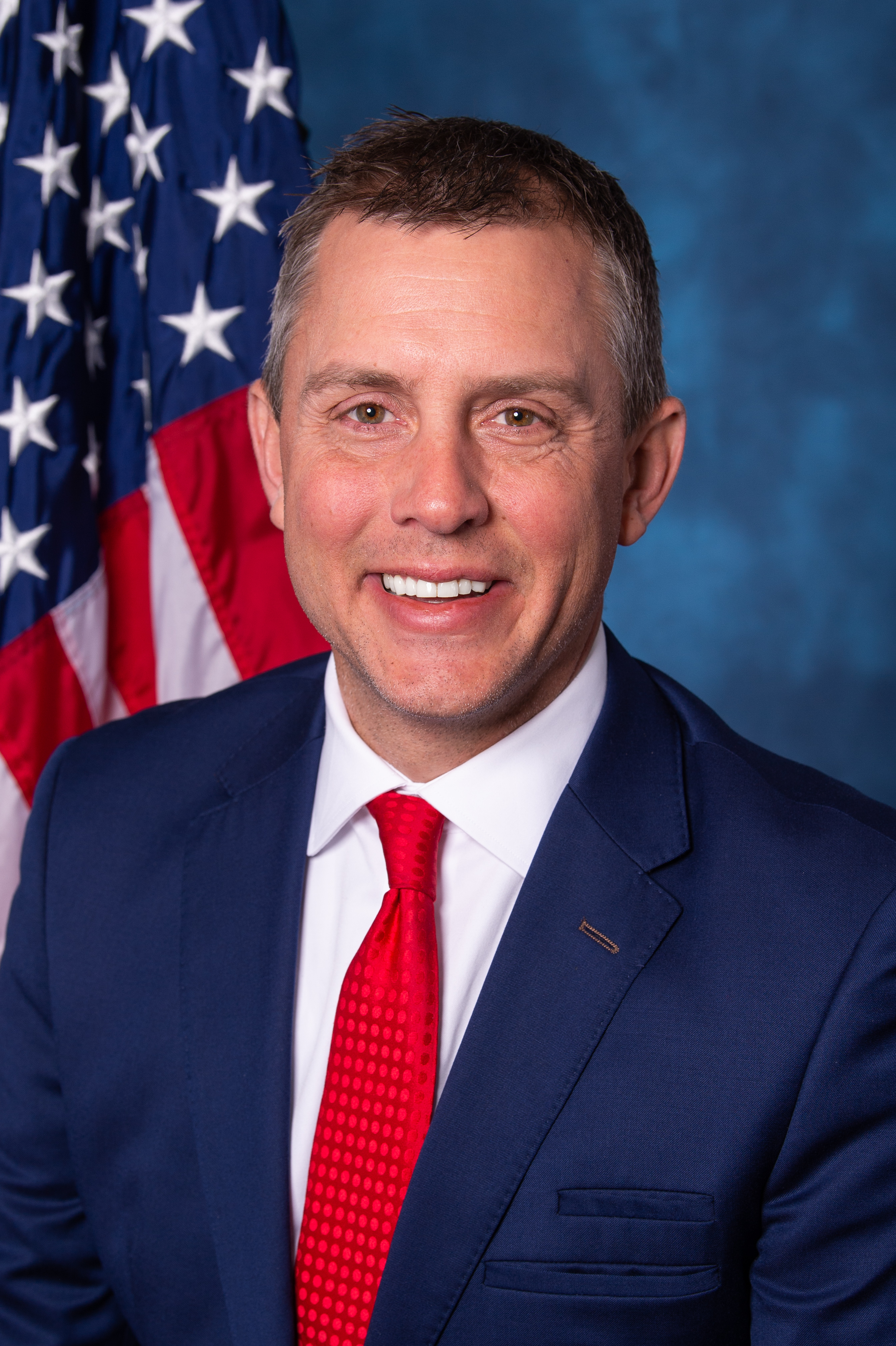
Kelly Armstrong, gouverneur depuis 2024.

Le Dakota du Nord est un État conservateur, plutôt de tendance républicaine.
L'importance des agriculteurs a permis la création de la Ligue non partisane en 1915, un parti remettant en cause le bipartisme entre le Parti républicain et Parti démocrate. Ce parti populiste fusionne en 1956 avec le Parti démocrate local, créant le North Dakota Democratic-Nonpartisan League Party (en).
Cette sensibilité agricole et populiste a longtemps permis au Parti démocrate d'être compétitif. Ainsi, entre 1987 et 2010, le Dakota du Nord n'élit que des démocrates au Congrès des États-Unis. Cependant, depuis le début des années 2000, le Parti républicain a réalisé d'importants gains dans l'État.
Géographiquement, l'ouest du Dakota du Nord — plus rural — est la partie la plus conservatrice de l'État. Les démocrates réalisent leurs meilleurs scores dans les réserves indiennes et les villes de l'est (Fargo et Grand Forks).

### Représentation fédérale
Au niveau national, les deux sénateurs de l'État au Congrès des États-Unis sont les républicains Kevin Cramer et John Hoeven (ancien gouverneur de l'État). L'unique élu de l'État à la Chambre des représentants est le républicain Kelly Armstrong.
Pendant 18 ans, de 1993 à 2011, le Dakota du Nord a envoyé les trois mêmes démocrates au Congrès : les sénateurs Kent Conrad et Byron Dorgan ainsi que le représentant Earl Pomeroy. Très proches, les trois élus sont surnommés Team North Dakota.

### Élections présidentielles
| Année | Républicain       | Démocrate         |
| ----- | ----------------- | ----------------- |
| 2016  | 62,96 % (216 794) | 27,23 % (93 758)  |
| 2012  | 58,32 % (188 320) | 38,70 % (124 966) |
| 2008  | 53,15 % (168 887) | 44,50 % (141 403) |
| 2004  | 62,86 % (196 651) | 35,50 % (111 052) |
| 2000  | 60,66 % (174 852) | 33,05 % (95 284)  |
| 1996  | 46,94 % (125 050) | 40,13 % (106 905) |
| 1992  | 44,22 % (136 244) | 32,18 % (99 168)  |
| 1988  | 56,03 % (166 559) | 42,97 % (127 739) |
| 1984  | 64,84 % (200 336) | 33,80 % (104 429) |
| 1980  | 64,23 % (193 695) | 26,26 % (79 189)  |
| 1976  | 51,66 % (153 470) | 45,80 % (136 078) |
| 1972  | 62,07 % (174 109) | 35,79 % (100 384) |
| 1968  | 55,94 % (138 669) | 38,23 % (94 769)  |
| 1964  | 41,88 % (108 207) | 57,97 % (149 784) |
| 1960  | 55,42 % (154 310) | 44,52 % (123 963) |

L'État n'a pas accordé ses suffrages à un candidat démocrate aux élections présidentielles depuis Lyndon B. Johnson en 1964. Globalement, depuis les premières élections à avoir lieu dans l'État en 1892, les électeurs n'ont voté que pour quatre candidats démocrates à l'élection présidentielle : Grover Cleveland (en 1892), Woodrow Wilson (34,14 % en 1912 et 47,84 % en 1916), Franklin Delano Roosevelt (69,59 % en 1932 et 59,60 % en 1936) et Lyndon B. Johnson (57,97 % en 1964).
Lors des élections présidentielles de 2000 et 2004, les habitants du Dakota du Nord ont plébiscité le candidat républicain George W. Bush d'abord avec 60,6 % des voix, contre 33 % à Al Gore puis avec 62,8 % des voix contre 35,5 % à John Kerry. En 2008, le républicain John McCain y a obtenu 53,15 % des voix, contre 44,50 % au démocrate Barack Obama, élu sur le plan national. En 2016, Donald Trump remporte 63 % des voix, contre 27,2 % à la démocrate Hillary Clinton.

### Administration locale

#### Gouverneur et lieutenant-gouverneur
Le gouverneur et le lieutenant-gouverneur sont élus pour des mandats de quatre ans renouvelables. Depuis le 15 décembre 2024, le gouverneur est le républicain Kelly Armstrong. Le lieutenant-gouverneur de l'État est aussi le président du Sénat. Le poste est actuellement détenu par la républicaine Michelle Strinden (en).

#### Autres postes électifs
Les principaux autres postes élus de l'exécutif comme ceux de procureur général et de secrétaire d’État sont détenus également par des républicains.

#### Législature du Dakota du Nord
Durant la législature 2015-2017, les deux chambres de l'Assemblée législative du Dakota du Nord sont largement dominées par les républicains avec 71 républicains contre 23 démocrates à la Chambre des représentants et 33 sénateurs républicains contre 14 sénateurs démocrates au Sénat.

## Économie

### Agriculture
L'économie de l'État dépend essentiellement de l'agriculture. Plusieurs types de cultures sont pratiquées, comme le blé (surtout du blé dur pour la confection des pâtes), l'orge, le colza, le soja ou le lin. Le long de la Rivière Rouge du Nord, l'agriculture est plus orientée sur la betterave sucrière, le maïs et le soja. Il y a aussi une petite production de miel, d'amélanchier et de raisin. En ce qui concerne le bétail, les ranchs producteurs de viande sont plus communs dans le sud-ouest de l'État, et les exploitations laitières sont généralement regroupées dans l'est.

### Énergie
L'industrie est faiblement développée. On peut tout de même citer la production d'énergie hydroélectrique, la transformation des produits alimentaires et l'exploitation des mines de lignite.
Depuis 2007, le Dakota du Nord connait un fort développement de l'exploitation des gaz de schiste. Classé seulement 39e État (sur 51) le plus riche en revenu par habitant en 2000, il passe en vingtième position en 2008, stagne en 20e position en 2009 avec la crise, puis passe en onzième position en 2010, en dixième en 2011 et enfin en cinquième position en 2012. Avec sa très forte croissance actuelle (16,2 % en 2012) il devrait être passé en seconde position en 2013 (chiffres non encore publiés). Grand Forks est également la troisième aire métropolitaine aux États-Unis ayant vu son revenu le plus progresser en 2012 avec +10,5 %, suivi, en quatrième position, de Bismarck avec +10,1 % et de Fargo, en sixième position, avec +8,3 %. Parmi les aires non-métropolitaines du Dakota du Nord, là où est située l'industrie minière en plein boom (Williston, etc.), la région a cru de 26,3 %[réf. nécessaire].

### Tourisme

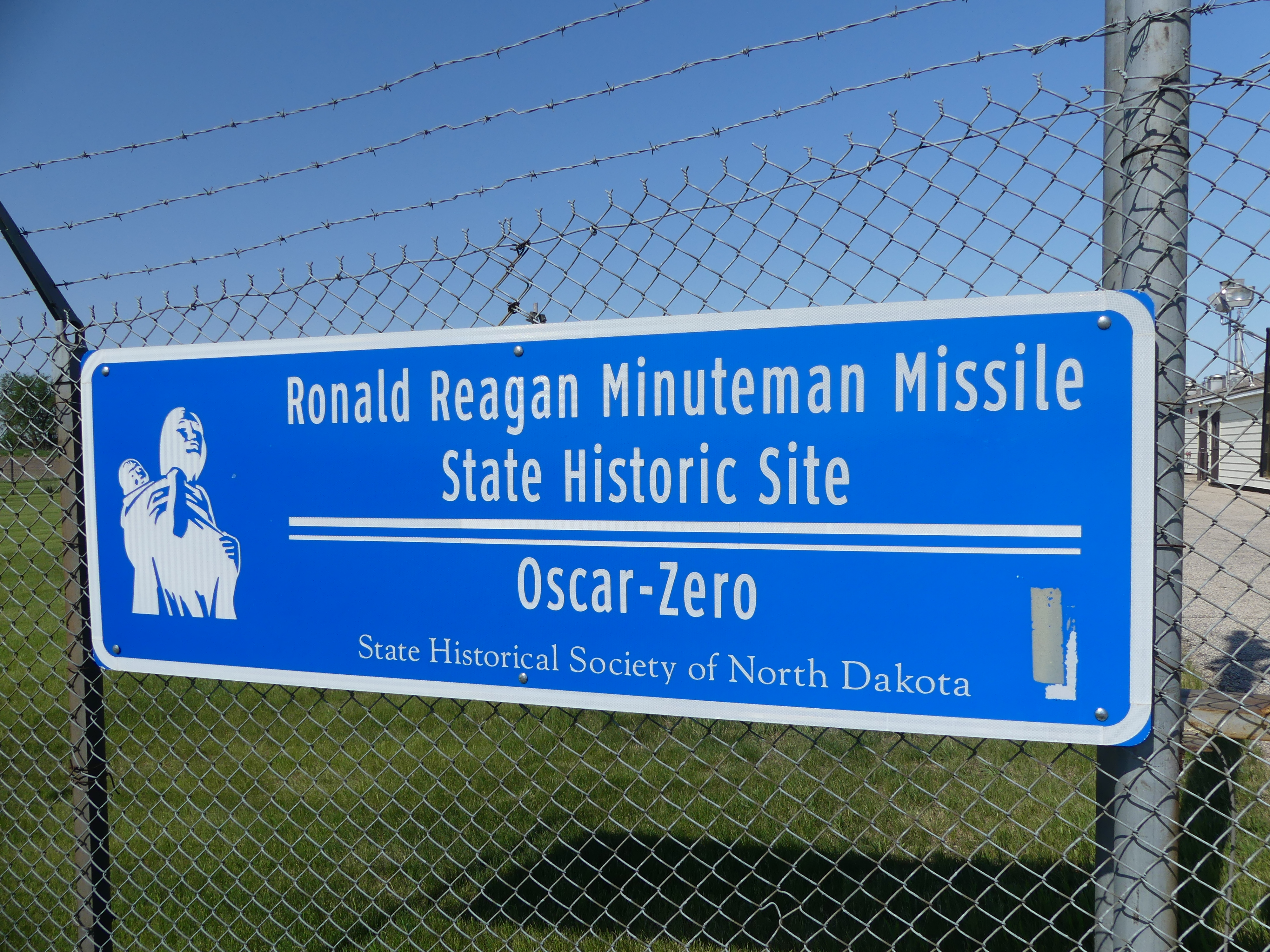
Minuteman Nuclear Missiles Silo Facility Oscar-Zero, 2018

Des touristes américains et étrangers viennent visiter les silos de missiles datant de la Guerre froide, notamment le site Oscar Zero.

## Environnement
L'exploitation du gaz de schiste dans le Dakota du Nord est en forte progression depuis 2007, ce qui entraîne de graves problèmes environnementaux. Le projet de construction d'un pipeline de 1 400 km à destination de l'Illinois a provoqué le rassemblement de 200 tribus amérindiennes spoliées de leurs terres. L'eau du Missouri et les tombes sacrées millénaires sont aussi menacées de destruction.

## Faune
Plusieurs centaines de bisons prospèrent de nos jours dans les 385 km2 du parc national Theodore Roosevelt. En revanche, les élans, les ours noirs, les grizzlis et les loups gris ont disparu aujourd'hui.

## Chemin de fer
La première ligne de chemin de fer, la Northern Pacific Railway, est ouverte dans cet État en 1872. Elle est remplacée aujourd'hui par la Burlington Northern Railroad.

## Culture
La culture du Dakota est marquée par l'origine de sa population. On retrouve ainsi une cuisine fortement inspirée de la cuisine scandinave. La minorité amérindienne est également active avec un grand nombre de pow-wows organisés à travers l'État.
Le Dakota du Nord est l'État des États-Unis qui compte, par habitant, le plus grand nombre d'églises et la plus forte pratique.
Le film Fargo de Joel et Ethan Coen (1996) a été tourné en partie dans le Dakota du Nord.
Dans le jeu vidéo Grand Theft Auto V, l'État apparaît sous le nom de North Yankton.

## Gastronomie

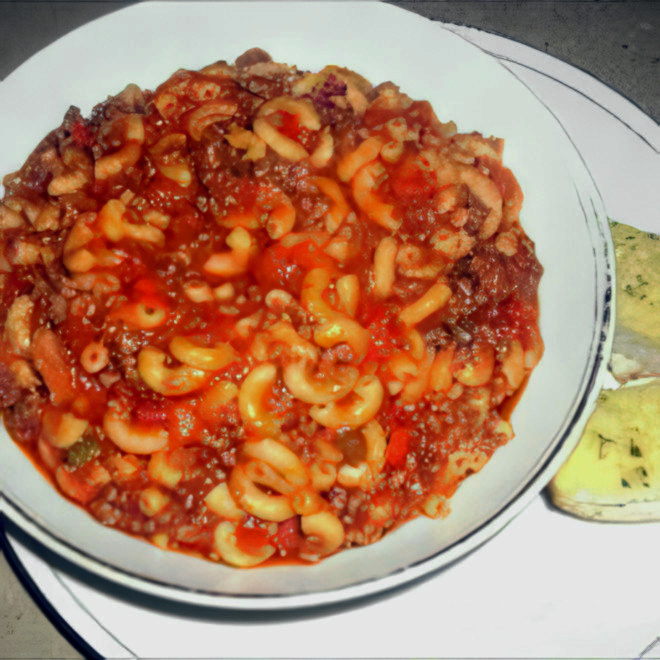
Le goulash est très populaire dans le Dakota du Nord.
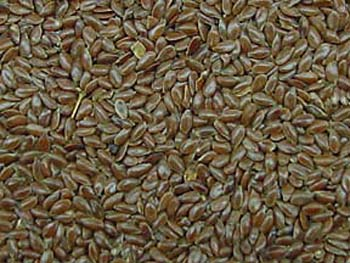
On trouve typiquement du lin dans le Dakota du Nord.

Certains plats sont typiques du Dakota du Nord. Ainsi on retrouve dans le Dakota du Nord des plats tels : le knoephla, le doré (poisson), le fleischkuekle, le hotdish, le lefse, le sandwich au bœuf chaud, le goulash, la choucroute, le kase knephla et le kuchen. De plus on y retrouve des aliments comme : des fruits et légumes de saison, des cerises de terre, du bison, les produits des fermiers locaux, des chokecherries et du lin. Enfin des producteurs de vins et un festival alimentaire complètent ce tableau de la gastronomie dans le Dakota du Nord,,.